# Coletinia intermedia
Coletinia intermedia es una especie de insecto zigentomo cavernícola de la familia Nicoletiidae. Es endémica del sudeste de la península ibérica (España).